# Oeneis pansa
Oeneis pansa är en fjärilsart som beskrevs av Hugo Theodor Christoph 1893. Oeneis pansa ingår i släktet Oeneis och familjen praktfjärilar. Inga underarter finns listade i Catalogue of Life.